# Santiago González
Santiago González Torre (n. 24 februarie 1983, Córdoba⁠(d), Estado de Veracruz, Mexic) este un jucător mexican de tenis. Cea mai înaltă poziție în clasamentul ATP este locul 155 mondial la simplu, atins în mai 2006, și numărul 11 mondial la dublu, obținut în iulie 2023. A câștigat 22 titluri ATP la dublu. În 2017, a ajuns în finala Openului Francez la dublu alături de partenerul său Donald Young. În plus, a ajuns în finala altor trei turnee de Grand Slam la categoria dublu mixt: Openul Francez din 2013 și US Open din 2014 și 2015. González reprezintă Mexicul la competiția de Cupa Davis; în prezent, recordul său este de 22–16.